# Rhynchospora confinis
Rhynchospora confinis är en halvgräsart som först beskrevs av Christian Gottfried Daniel Nees von Esenbeck, och fick sitt nu gällande namn av Charles Baron Clarke. Rhynchospora confinis ingår i släktet småag, och familjen halvgräs. Inga underarter finns listade i Catalogue of Life.